# 水谷とおる
水谷 とおる（みずたに とおる、3月11日 -）は、日本のイラストレーターおよび原画家、同人作家。男性。千葉県出身。
代表作にPCゲーム『同窓会』がある。また、別名義の甲斐 智久（かい ともひさ）として一般ゲームや女性向けゲームのキャラクターデザインなどを務めており、こちらの代表作は『センチメンタルグラフティ』。自身の趣味としても、同じくゲームを挙げている。

## 人物
1996年8月に小説書きの山本哲也とともに同人サークル「クランク・イン」を立ち上げ、コミックマーケットのような同人誌即売会を中心に創作小説本を制作、水谷は表紙や挿絵といったイラストを担当している。なお、1999年8月13日に発行された同人誌にて、甲斐智久という名義について、水谷と同一人物であることを明かした。2013年現在もコミックマーケットで継続的に同人活動を行っている。

## 作品リスト

### 水谷とおる名義
- 同窓会 〜Yesterday Once More〜（フェアリーテール〈IDES〉） - 原画[1]
- 同窓会メモリアルパッケージ （フェアリーテール）
- フレンズ 〜青春の輝き〜（NECインターチャネル） - 原画[1]
- 同窓会again（F&C） - 原画[1]
- 同窓会refrain（F&C） - 原画[1]
- 同窓会2 again & refrain（インターチャネル）
- L’Heure Bleue 〜ルール・ブルー〜 （F&C HARDCOVER）

### 甲斐智久名義
- センチメンタルグラフティ（NECインターチャネル） - キャラクターデザイン[1]
- センチメンタルグラフティ2（NECインターチャネル）
- センチメンタルグラフティ〜約束（NECインターチャネル）
- センチメンタルプレリュード（NECインターチャネル） - キャラクターデザイン[1]
- マージナルプリンス〜月桂樹の王子達〜 - キャラクターデザイン、原画[1]
- サナトリウムサンクタム ～さなさな～ 波の彼方の君へ - キャラクターデザイン
- ミラクル☆トレイン - キャラクターデザイン
- 坂物語り - カバーイラスト、口絵